# Vapors
Vapors - singel amerykańskiego rapera Snoop Doggy Dogga. Pochodzi z jego albumu pt. Tha Doggfather. Gościnnie występują Teena Marie i Charlie Wilson.

## Lista utworów
| Nr | Tytuł                            |
| -- | -------------------------------- |
| 1  | "Vapors (album version)"         |
| 2  | "Vapors (live)"                  |
| 3  | "Snoop's Upside Ya Head (remix)" |
| 4  | "Vapors (album instrumental)"    |